# The Lady Vanishes (película de 1938)
The Lady Vanishes (La dama desaparece o Alarma en el expreso) es una película británica de 1938 basada en la novela del mismo año The Wheel Spins, de Ethel Lina White, adaptada por Sidney Gilliat y Frank Launder, dirigida por Alfred Hitchcock y con actuación de Margaret Lockwood, Michael Redgrave, Basil Radford, Paul Lukas y Dame May Whitty.
The Lady Vanishes fue nombrada como la mejor película de 1938 por The New York Times. En 1939, Hitchcock recibió el Premio del Círculo de Críticos de Cine de Nueva York al mejor director, siendo la única vez que Hitchcock recibió un premio por su dirección.

## Trama
La película transcurre en Bandrika, un país ficticio de Europa central, en los meses preliminares a la Segunda Guerra Mundial. Debido al mal tiempo, unos viajeros británicos que regresan a Londres por tren, deben detenerse y pasar la noche en un pueblo remoto antes de seguir viaje. Una vez de regreso en el tren, una de las pasajeras desaparece, y otra de los pasajeros, una chica, se pone a buscarla, pero nadie parece haber visto a esa pasajera. El viaje en tren se va a convertir en una pesadilla en la que todo el mundo es sospechoso y tiene algo que ocultar.

## Reparto
- Margaret Lockwood: Iris Henderson.
- Michael Redgrave: Gilbert.
- Paul Lukas: el Dr. Hartz.
- May Whitty: la Srta. Froy.
- Cecil Parker: el Sr. Todhunter.
- Linden Travers: la Sra. Todhunter.
- Naunton Wayne: Caldicott.
- Basil Radford: Charters.
- Mary Clare: la baronesa.
- Emile Boreo: el administrador del hotel.
- Googie Withers: Blanche.
- Sally Stewart: Julie.
- Philip Leaver: el Sr. Doppo.
- Selma Vaz Dias: la Sra. Doppo.
- Catherine Lacey: la monja.
- Josephine Wilson: la Sra. Kummer.
- Charles Oliver: el oficial.
- Kathleen Tremaine: Anna.

Aparición de Hitchcock
El director, Alfred Hitchcock, hace su aparición cerca del final de la película, en la Estación de Victoria de Londres, fumando un cigarro y con un abrigo negro.

## Comentarios
En 1979, se filmó un remake homónimo, dirigido por Anthony Page.